# Taipingupproret

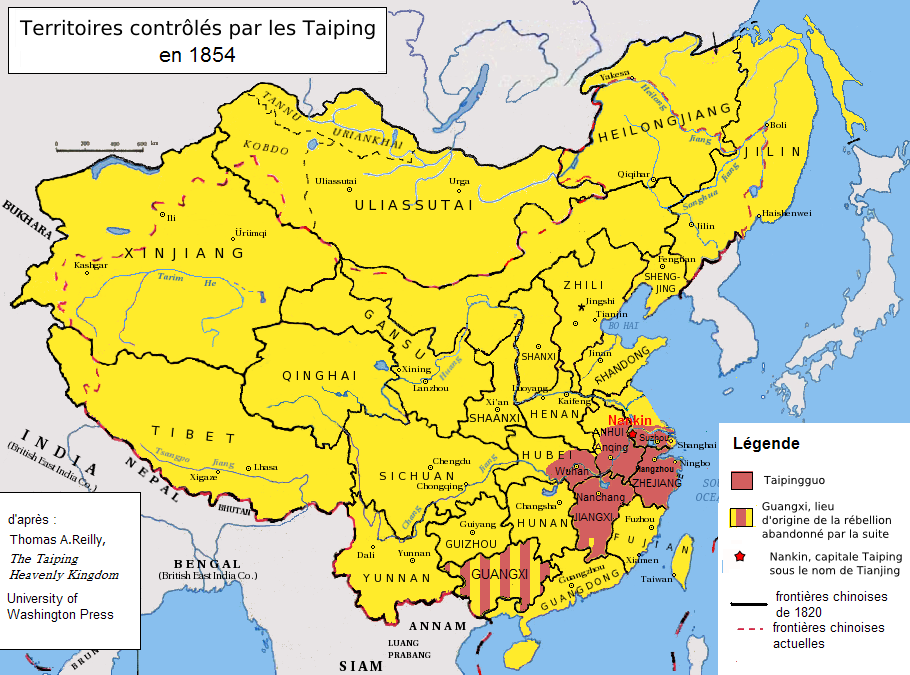
Taiping-rikets omfattning 1854 (markerat i rött).

Taipingupproret inträffade i Kina mellan 1850 och 1864, och är en av de blodigaste och våldsammaste konflikter som inträffat i historien. Striden stod mellan kejsardynastin Qing och en rebellrörelse inspirerad av en kristen mystiker med namnet Hong Xiuquan. Det totala antalet döda ska ha varit så stort som 20-30 miljoner människor, medan svälten som följde tog runt 60 miljoner.

## Bakgrund

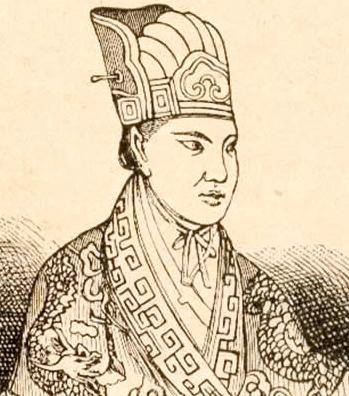
Teckning av Hong Xiuquan från 1860.

Taipingupproret uppstod då bönderna var svårt skuldsatta på grund av höga skatter och flera svåra översvämningar drabbade Kina till stor del beroende på skogsavverkning som i sin tur orsakats av den kraftigt växande befolkningen. 
Rester av det heterodoxa Bailianjiao och flera liknande sällskap slöt det så kallade trefaldighetsförbundet. Under detta förenade sig anhängarna av Taiping ("allmän jämlikhet"), en religiös sekt, som stiftats av en byskollärare Hong Xiuquan, som tillhörde hakka-folket som ofta besatt höga ämbeten under Han-, Tang- och Song-dynastierna.
Hans lära var kristendom blandad med vissa schamanistiska inslag från Hakkakulturen. Han undervisades framför allt av den amerikanske baptistmissionären Issachar Jacox Roberts som sedan även blev rådgivare och utrikesminister för Taipingrörelsen. Bland övriga lärare i kristendom var även den svenske missionären Theodor Hamberg. Sekten utmärkte sig till en början genom att förstöra buddhistiska, daoistiska och konfucistiska gudabilder och deras tempel. Taipings anhängare var underkastade sträng disciplin och fick ej begagna opium, hasardspel eller alkohol, all egendom var gemensam, och många av lärorna präglades av en kristlig anda.
Upprorets namn kom av rebellrörelsens kinesiska namn, vilket i svensk översättning lyder ungefär Det himmelska riket av fullständig fred eller Stora fridens himmelska rike. Basen för upproret var provinsen Guangdong där förhållandena var gynnsamma genom konflikter mellan olika etniska grupper och en oduglig provinsstyrelse. En ny stat upprättades, Stora fridens himmelska rike. Ledarna benämnde sig själva konungar och trots en strikt hierarki anslöt stora skaror bönder till upproret.

## Upproret bryter ut

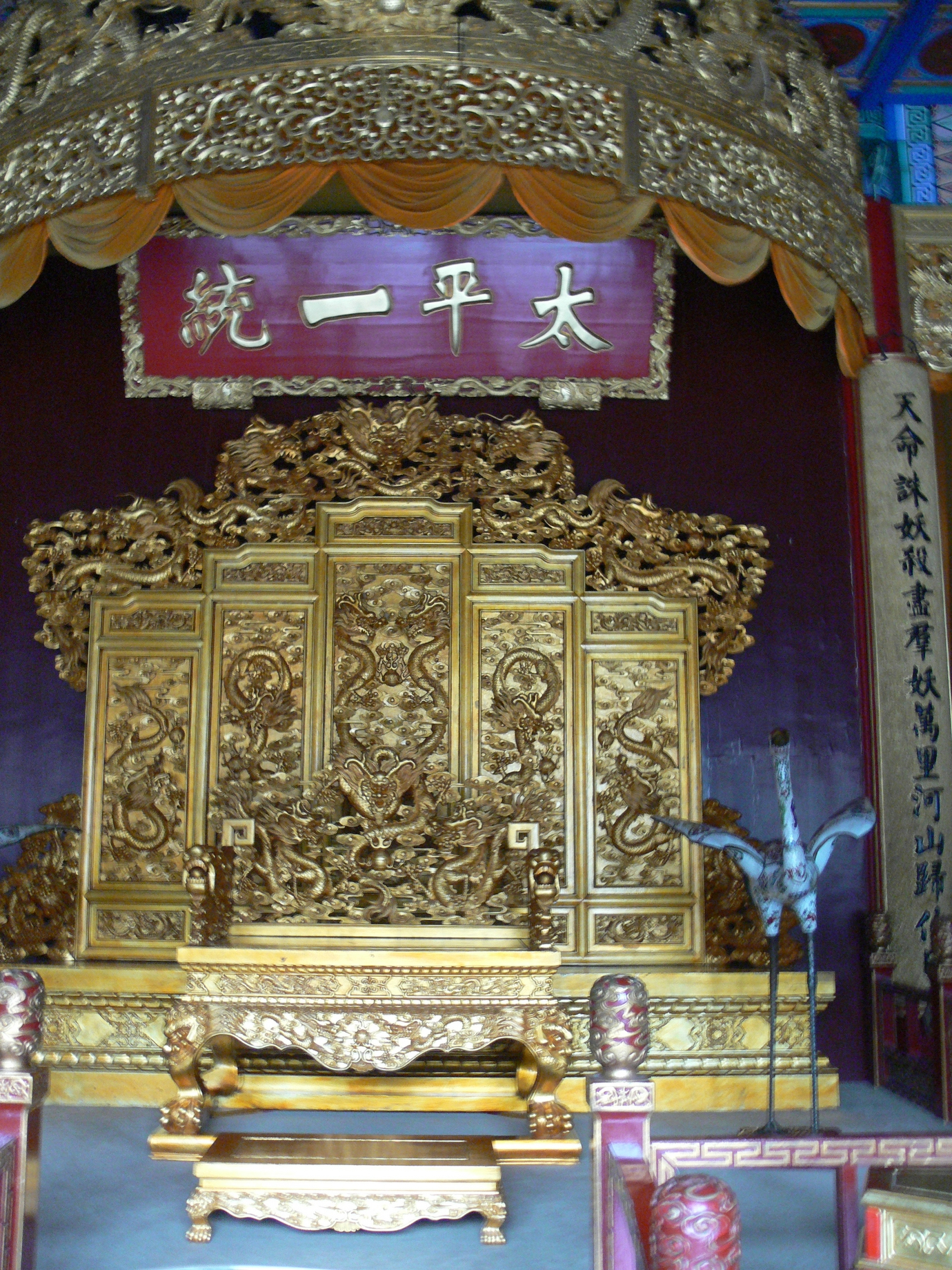
Rekonstruktion av Hong Xiuquans tron

Den 11 februari 1851 revolterade Taipings anhängare mot kejserliga trupper i byn Jintian i Guiping och Hong Xiquan lät utropa sig till kejsare med titeln Tianwang, "Himlens konung". Hong Xiuquan gjorde våren 1852 ett erövringståg mot norr och intog Wuchang vid Yangtze-floden, varigenom han kom i besittning av en stor del av denna flod, och upproret spred sig över flera provinser, inklusive Anhui, Hubei och Hunan. Han kontrollerade nu nästan hela området söder om Yangtze. 

## Det "Himmelska kungariket"

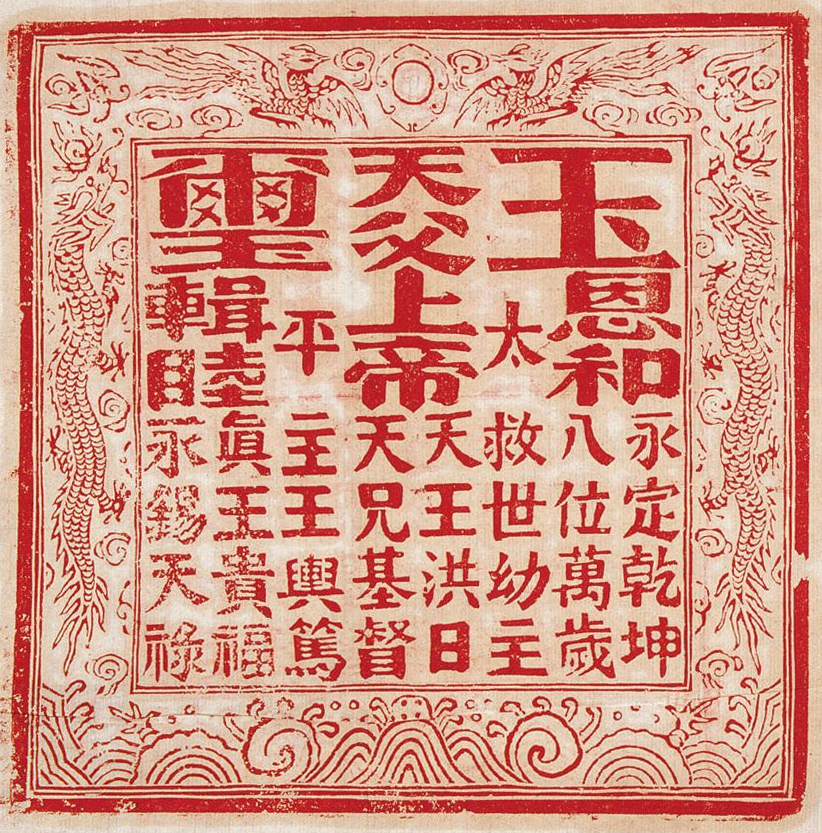
Officiellt sigill från Taiping

I februari 1853 drog de upproriska in i det erövrade Nanjing, som befästes och gjordes till residens för deras dynasti under namnet "den himmelska huvudstaden". Efter denna tid drog sig Taipings ledare tillbaka inom sitt palats murar, medan hans generaler fortsatte striden. Hade han nu i stället snabbt marscherat mot Peking, är det inte omöjligt att manchudynastin störtats som nu istället fick tillfälle att samla sina krafter. Med växlande framgång kämpade regeringens och Taiping-trupperna i en mängd strider, varunder landet svårt härjades. I de områden Hong erövrat försökte han genomföra följande reformer:
- jordreformer (bönderna tilldelades mark)
- jämlikhet för alla (kvinnor och slavar)
- kvinnor fick arvsrätt
- prostitution och försäljning av flickor till äktenskap förbjöds
- alkohol, narkotika och tobak förbjöds

Jordreformen innebar att alla hushåll skulle tilldelas jord utifrån hur många vuxna som fanns i hemmet. 25 hushåll skulle bilda en kommun med valda styrelsemän. I praktiken förverkligades inte dessa idéer. Ledarna för upproret levde dock inte som de lärde utan levde ett liv i lyx och överflöd i Nanking. De hade stora harem av konkubiner och hamnade så småningom i interna strider. I en intern uppgörelse 1856 dödades 20.000 personer.

## Taiping-upproret slås ned

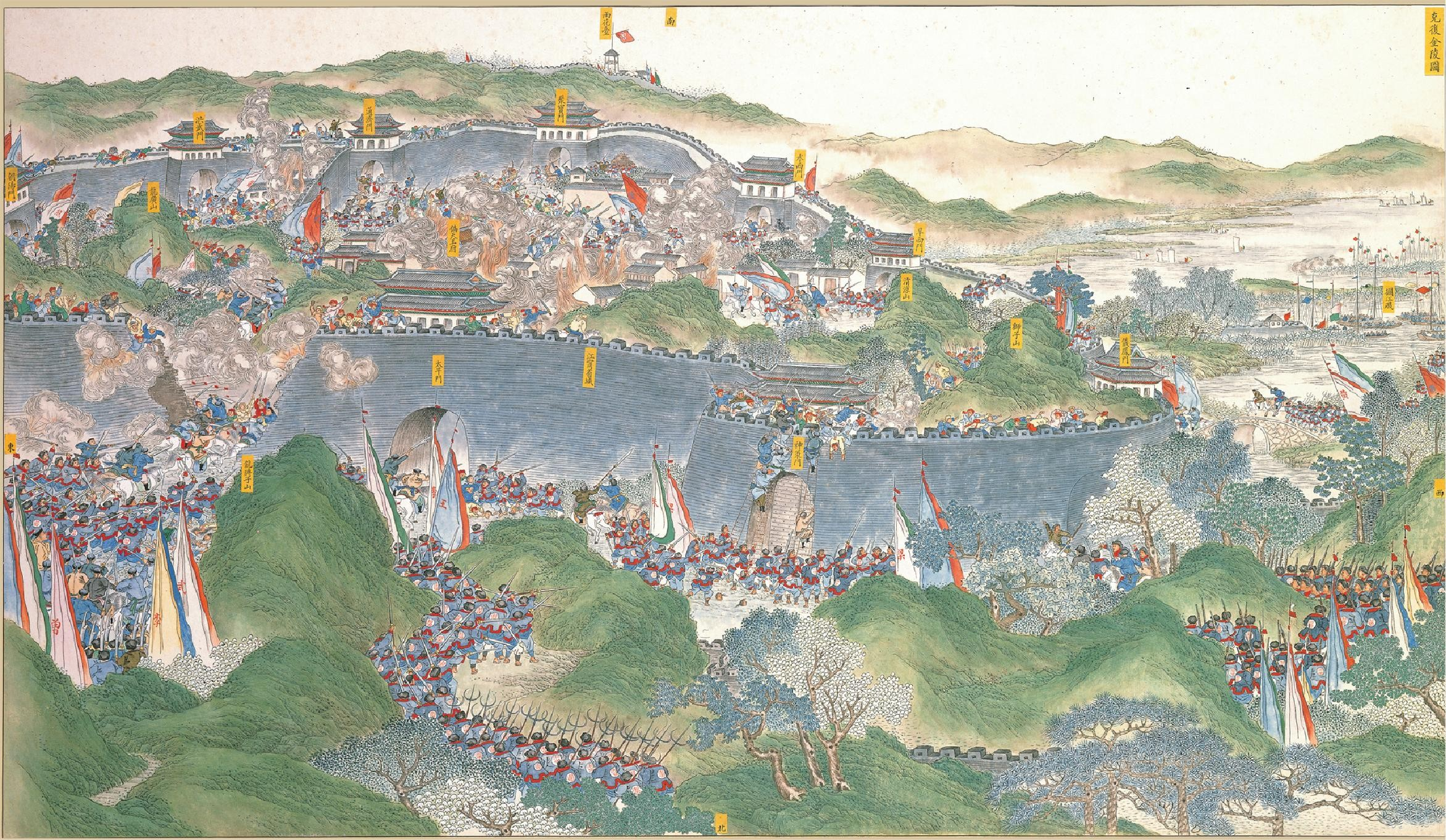
Nanjing återtas av Qing-trupper 1864.

Den kinesiska ämbetsmannen Zeng Guofan satte i Hunan upp en armé som efter inledande bakslag återtog ett par städer. Då de upproriska i januari 1862 började belägra Shanghai, medelpunkten för den kinesisk-europeiska handeln, och därigenom hotade Storbritanniens och Frankrikes intressen, förenade sig dessa makter om att komma den kinesiska regeringen till hjälp. Under vårens lopp fördrev en brittisk-fransk armékår Taiping från Ningbo och Shanghai, medan brittiska och franska officerare, bland annat den sedan så ryktbare "Gordon pascha", tog befälet över kinesiska truppavdelningar, och engelske kaptenen Osborne organiserade en flottavdelning för att tjänstgöra på floderna. 1863–1864 erövrades alla Taipings fasta orter.
Staden Nanjing höll ut längst, men fick efter en långvarig belägring ge sig den 19 juli 1864, efter att Hong Xiuquan hade bränt upp sig själv tillsammans med sina kvinnor och skatter. Resterna av Taipingsekten plågade sedan landet som rövare, men under loppet av 1865 undertrycktes sekten helt och hållet.